# Megalomina
Megalomina is een insectengeslacht uit de familie bruine gaasvliegen (Hemerobiidae), die tot de orde netvleugeligen (Neuroptera) behoort. De wetenschappelijke naam van het geslacht is voor het eerst geldig gepubliceerd door Nathan Banks in 1909.
Banks duidde als typesoort aan Megalomina acuminata, die voorkomt in Queensland (Australië).

## Soorten
Deze lijst is mogelijk niet compleet.
- M. acuminata Banks, 1909
- M. berothoides (McLachlan, 1869)
- M. bridwelli (Tillyard, 1916)